# Hypanthidioides polita
Hypanthidioides polita är en biart som först beskrevs av Urban 1997.  Hypanthidioides polita ingår i släktet Hypanthidioides och familjen buksamlarbin. Inga underarter finns listade i Catalogue of Life.